# Giovanni Bortolucci
Giovanni Bortolucci (Pavullo nel Frignano, 6 agosto 1819 – Bologna, 6 marzo 1900) è stato un politico italiano.

## Famiglia, istruzione e carriera giudiziaria
Nato da famiglia borghese, dopo aver compiuto i primi studi presso il seminario di Fiumalbo, si laureò in giurisprudenza presso l'università di Reggio Emilia, entrando nella carriera giudiziaria come giusdicente a Fivizzano e come podestà di Concordia sulla Secchia. In seguito venne nominato giudice, quindi presidente di tribunale di prima istanza e infine consigliere di Corte d'appello. Nel 1849 sposò a Concordia Emilia Gatti Grami, appartenente ad una ricca famiglia di possidenti terrieri, sorella del patriota Angelo Gatti Grami. In suo onore, il fratello Gustavo Bortolucci e la cognata Clotilde Bianchi diedero il nome dello zio al loro figlio Giovanni Bortolucci (1881-1940), il quale in età adulta si rese noto per i suoi studi classici e giuridici.

## Attività politica
Più che per la carriera di magistrato il nome di Giovanni Bortolucci è ricordato per l'attività politica, che intraprese dal 1848, quando il governo provvisorio delle province modenesi lo nominò Direttore della Polizia. Sebbene animato da forte sentimento cattolico e convinto della funzione moralizzatrice del cristianesimo in seno alla società civile, Bortolucci fu favorevole al movimento d'indipendenza e di unificazione nazionale, tanto che, partito da Modena nel 1859 il duca Francesco V, ebbe un ruolo di spicco nell'Assemblea costituente modenese, fu relatore della proposta di decadenza dello stato austro-estense e di annessione del Ducato di Modena alla monarchia sabauda. Nel 1865 venne quindi eletto deputato al Parlamento, ove rappresentò il collegio di Pavullo nel Frignano per sei legislature, fino al 1882.
Alla Camera militò nel gruppo dei cattolici-liberali, insieme a nomi del calibro di Vito D'Ondes Reggio, A. Conti, Cesare Valperga di Masino, Cesare Cantù e altri, propugnando con energia una politica governativa più conciliante nei confronti della Chiesa cattolica. Si oppose decisamente, con il D'Ondes Reggio, alle leggi eversive del 1866, e nell'agosto 1870, insieme con altri deputati cattolici, si astenne nella votazione dell'ordine del giorno Mancini favorevole alla immediata annessione di Roma. La sua più importante battaglia parlamentare si verificò nel gennaio 1871, allorché prese la parola contro la legge delle guarentigie: accusò il governo italiano di limitare la libertà della Chiesa, sostenendo che la maggioranza dei cattolici voleva il Papato in Roma, libero e indipendente, e che per la Chiesa era in quel momento più che mai necessaria una sovranità reale ed effettiva, mentre una licenza in ogni ordine di idee batte in breccia il principio di autorità e sotto il pretesto di libertà scuote i cardini supremi del vivere onesto e civile.
Nel 1879 Bortolucci riprese nuovamente la parola alla Camera per opporsi al progetto di legge presentato dal guardasigilli Tajani sull'obbligo di far precedere il matrimonio civile a quello religioso. Successivamente fu processato per aver attaccato, sul Diritto cattolico di Modena, il ministro Mancini e il suo progetto di legge contro gli abusi del clero. Sempre nello stesso anno prese parte attiva, con i maggiori esponenti cattolici liberali ai convegni di casa dei nobili Campello della Spina: il loro fu il tentativo, poi fallito, di promuovere e formare un partito conservatore cattolico che fosse la premessa per l'abolizione del non expedit da parte di Leone XIII.
Fu anche membro del Consiglio provinciale di Modena, dalla sua istituzione fino al 1900. Tra i suoi scritti giuridici, storici, biografici e poetici, si ricordano: Il centenario di L. A. Muratori (s.l. 1872); La nuova riforma giudiziaria in Italia (Modena 1885); Giuseppe Pellegrini e i suoi tempi (Modena 1886); Pro veritate et justitia: sulla nuova riforma delle opere pie in Italia (Modena 1890).
Morì a Bologna il 6 marzo 1900. La moglie Emilia Gatti Grami lo precedette nel novembre del 1899.